# Frotamerica (navio)
N/M Frotamerica é um navio mercante do tipo graneleiro brasileiro.

## História
O cargueiro foi a primeira unidade de uma série de dezesseis navios da mesma classe encomendados por diversos armadores brasileiros ao Estaleiro Ilha, no Rio de Janeiro.
O navio fazia parte do pedido feito pela Companhia de Navegação Frota Oceânica e Amazônica.
Em meados dos anos 90, foi instalada em seu convés uma esteira transportadora para o carregamento de sal marinho a granel, com o objetivo de facilitar as operações de descarga.
Em fevereiro de 2013, enquanto era rebocado do Brasil para a Índia para ser desmontado como sucata, o navio soltou-se do rebocador depois de um forte vento sudoeste, vindo a encalhar numa praia a cerca de 35 quilômetros a norte de Lüderitz, na Namíbia, próximo a Costa dos Esqueletos, ficando lá desde então.